# Goat Peak (British Columbia)
Der Goat Peak ist ein 2473 m hoher Berg mit einer Schartenhöhe von 744 m im Südwesten der kanadischen Provinz British Columbia, im Squamish-Lillooet Regional District.

## Geographie
Der Goat Peak liegt in den Coast Mountains in Nachbarschaft zum Pemberton Valley, 28 km nordnordwestlich von Pemberton und einen Kilometer unmittelbar westlich des Tenquille Mountain. Der nächsthöhere Berg ist der Face Mountain (2485 m). Die Abflüsse der Niederschläge am Berg fließen südwärts in den Wolverine Creek und westwärts in den Mowich Creek, beides Zuflüsse des Lillooet River; nach Norden fließen sie in den Hurley River. Der Goat Peak ist eher für das steile Aufragen aus dem örtlichen Gelände als für seine absolute Höhe bemerkenswert, da sich das lokale Relief so darstellt, dass der Gipfel 2230 m über dem Lillooet River und dem Pemberton Valley in weniger als fünf Kilometern Entfernung thront. Der Berg befindet sich auf nicht der Öffentlichkeit überlassenem Territorium der Lil'wat First Nation und der N'Quatqua First Nation, für die er in einem spirituell wie kulturell bedeutenden und für die Nahrungsbeschaffung wichtigen Gebiet liegt.
Das umliegende Gebiet ist Lebensraum für den South Chilcotin Grizzly, Schwarzbären, Schneeziegen, Vielfraße, Wölfe und Hirsche.
| Locomotive Mountain | Chipmunk Mountain | Birkenhead River   |
| Lillooet River      |                   | Tenquille Mountain |
| Mount Pauline       | Pemberton Valley  | Pemberton          |

## Geschichte
Das Toponym des Berges wurde am 31. Dezember 1970 vom Geographical Names Board of Canada offiziell anerkannt. Der Berg wurde ursprünglich im Canadian Alpine Journal 1936 als „Goat Mountain“ bezeichnet.

## Klima
In Bezug auf die Klimaklassifikation nach Köppen und Geiger herrscht am Gipfel des Goat Peak ein subarktisches Klima. Die meisten Wetterfronten stammen vom Pazifik und bewegen sich ostwärts auf die Coast Mountains zu, wo sie durch die Berge zum Aufsteigen (Windstau) gezwungen werden, was wiederum dazu führt, dass die enthaltene Feuchtigkeit in Form von Regen oder Schnee abgegeben wird. Im Ergebnis führt das zu hohen Niederschlägen in den Coast Mountains, insbesondere zu starken Schneefällen im Winter. Die Temperaturen können unter −20 °C fallen, unter Berücksichtigung von Windchill-Einfluss unter −30 °C. Dieses Klima nährt namenlose Gletscher an den Nord- und Nordosthängen des Berges. Die Monate Juli bis September bieten die besten Wetterbedingungen für einen Aufstieg.